# Diethelm Wahl

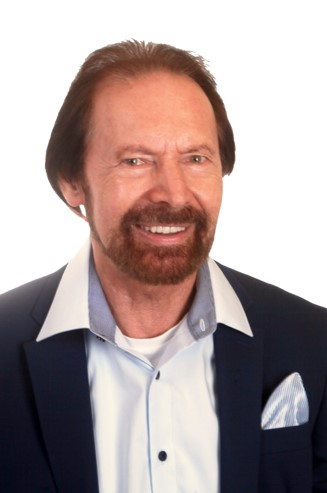
Diethelm Wahl

Diethelm Wahl (* 31. Januar 1945) ist ein deutscher Psychologe an der Pädagogischen Hochschule Weingarten und Mentaltrainer von Spitzensportlern.

## Leben
Nach einem Doppelstudium (Lehramt 1964–1966 an der Pädagogischen Hochschule Schwäbisch Gmünd mit anschließendem 1. und 2. Staatsexamen sowie 1969–1973 an der Universität Tübingen Pädagogische Psychologie, Erziehungswissenschaft und Soziologie) hat Diethelm Wahl an der Universität Tübingen in Pädagogischer Psychologie 1973 promoviert zur Thematik „Over- and Underachievement“ sowie 1989 dort in Pädagogischer Psychologie habilitiert zur Thematik „Handeln unter Druck“. 1974 erhielt er einen Ruf auf eine Professur für Psychologie an der Pädagogischen Hochschule Weingarten. Neben seiner Tätigkeit in der Lehrerbildung hat er 25 Jahre lang das nach seinen Ideen konzipierte „Kontaktstudium Erwachsenenbildung“ geleitet. Für sein hochschuldidaktisches Wirken hat er 2001 den Landeslehrpreis erhalten. Zusammen mit Franz E. Weinert und Günter L. Huber hat er das Fernsehkolleg „Lehrerprobleme – Schülerprobleme“ entwickelt und moderiert. Parallel zu seiner wissenschaftlichen Tätigkeit betreut er Spitzenathleten in Sportarten wie Tischtennis, Tennis, Karate, Ringen und Schießen. Er ist seit 1984 mit Ruth Wahl verheiratet und hat zwei Kinder.

## Forschungs- und Arbeitsschwerpunkte
Diethelm Wahl hat mit seiner Forschungsgruppe die „Kluft zwischen Wissen und Handeln“ bei Lehrern, Hochschullehrern und Erwachsenenbildnern empirisch untersucht und wirkungsvolle Konzepte zu deren nachhaltiger Überbrückung konzipiert und evaluiert. Dazu gehören u. a. von ihm selbst entwickelte Lernarrangements wie etwa das Sandwichprinzip, das Lerntempoduett und das Multiinterview sowie die in seiner Forschungsgruppe systematisch untersuchten WeLL-Methoden (WeLL = Wechselseitiges Lehren und Lernen). Zusammen mit Norbert Groeben, Brigitte Scheele und Jörg Schlee hat er das „Forschungsprogramm Subjektive Theorien FST“ begründet. Für den Bereich des Spitzensports hat er Stopp-Codes zur trainierten Fokussierung der Aufmerksamkeit und zur Regulation leistungsbeeinträchtigender Emotionen entwickelt. Tätig ist er in der Weiterbildung von Lehrkräften, der langfristigen Begleitung von Schulen sowie in der Weiterbildung von Hochschullehrern, Multiplikatoren und Erwachsenenbildnern.

## Publikationen (Auswahl)
- Lernumgebungen erfolgreich gestalten. Klinkhardt, Bad Heilbrunn 2013, ISBN 978-3781519077.
- Handeln unter Druck. Habilitationsschrift. Deutscher Studien-Verlag, Weinheim 1991, ISBN 978-3892712497.
- Mit Wolfgang Mutzeck, Sigrid Eckert: Wie Lehrende und Lernende miteinander umgehen: Probleme der sozialen Interaktion. Deutsches Institut für Fernstudien, Tübingen 1990.
- Mit F. E. Weinert, G. L.Huber: Psychologie für die Schulpraxis. Kösel, München 1984 und 2006, ISBN 978-3935431088.
- Mit P. F. Schlottke: Stress und Entspannung im Unterricht: Trainingshilfen für Lehrer mit Toncassette. Hueber, München 1983, ISBN 978-3-19-006939-2.